# おはようみなさん
『おはようみなさん』とは、1960年7月4日から1964年4月4日までNHK総合テレビジョンで放送された朝の情報番組（当時は「早朝教養番組」と称した）。7:00の全国ニュースの後、8:00まで放送された。

## 概要
それまでNHKの早朝教養番組は『話の散歩』や『テレビ歳時記』といった番組が存在したが、「出勤前の慌しい雰囲気に相応しいワイド番組を」という声に応えて登場したのが本番組であり、「朝の情報番組」の先駆けと言える。「生活時間に合わないのではないか」との声も一部からはあったが、テレビ受像機の急速な普及や視聴層の広がりもあり、その心配も解消された。
番組のターゲットはサラリーマンや学生に加え、朝の片付けを終えた主婦を対象としたもので、内容は現在のような報道重視ではなく「今日のこよみ」「テレビ体操」「ご存じですか」といったソフトなものが中心であった。フィルム映像とレコードを用いた「テレビ・ジョッキー」、曜日によってテーマにバラエティ性を持たせた「インタビュー」などのコーナーも好評をもって迎えられ、女性アナウンサーによる司会（NHKアナウンサー時代の野際陽子も担当したことがある）が朝の新鮮なムードとマッチしたのも功を奏した。
1964年4月に番組は同タイトルでの放送を終了し、『けさの話題』と『きょうの話題』の2つに分離された（東京オリンピック関連番組も同枠で放送された）が、翌年4月には替わって『スタジオ102』がスタートした。